# Долгие острова
Острова Долгие — острова в Азовском море, являются частью Ейского полуострова. Острова образовались в результате урагана 13 марта 1914 года, который частично разрушил Долгую косу, образовав пролив и остров Долгий, который затем то присоединялся к косе, то распадался на множество ракушечных островов. Подобные явления наблюдаются и сейчас, многочисленные острова то появляются, то исчезают.

## Административно-территориальная принадлежность
Острова принадлежат Ейскому району Краснодарского Края.

## География
Форма Долгих островов значительно отличаются и зависят от времени года, погоды и размеров островов. Размеры Долгих островов сильно изменяются из-за размыва берегов, вывоза ракушечного материала, загрязнения Азовского моря, увеличения количества атмосферных осадков.

## Туризм
Место пользуется популярностью у серферов, как у новичков, так и у профессионалов, так как при сильном ветре с одной стороны ветра вода остается гладкой, а с другой образуются волны. На туристической популярности островов сказывается немногочисленный разнообразный животный и растительный мир, в его числе присутствуют ежи, зайцы, черепахи, различные птицы.

## Предосторожности
Так как наивысшие точки островов варьируются от 1 до 1,5 метров выше уровня моря, здесь нередки наводнения и затопления островов, особенно в весеннее и осеннее время. Острова находятся под охраной для более рационального использование природных ресурсов.